# Куна (річка)
Ку́на (інша назва — Кині) — річка в Україні, в межах Жидачівського району Львівської області. Права притока Дністра (басейн Чорного моря).

## Опис
Довжина річки 11 км, площа басейну 27,4 км². Річище слабозвивисте, місцями випрямлене та каналізоване. 

## Розташування
Витоки розташовані на захід від села Тейсарова. Річка тече на північний схід. Впадає до Дністра в межах села Дем'янки-Наддністрянської. 
Притоки: невеликі потічки та меліоративні. 
- У верхів'ї річки розташована гідрологічна пам'ятка природи — «Витік ріки Куна».